# Gran Muralla de Hércules-Corona Boreal

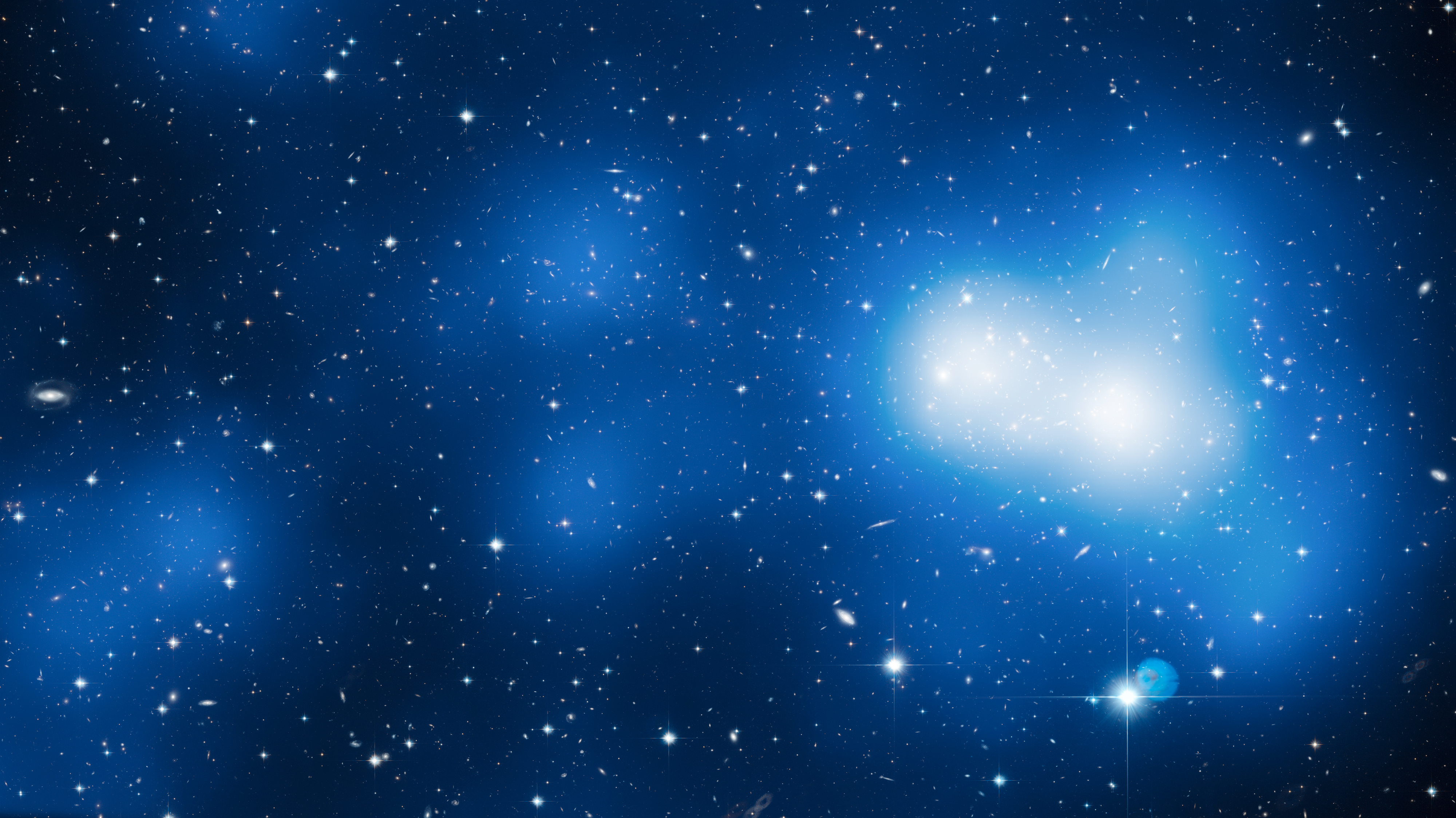
Mosaico del cúmulo masivo de galaxias MACS J0717.5 3745 generado con la combinación de 18 imágenes del Telescopio Espacial Hubble. La cantidad significativa de materia oscura en esta área del universo, vista en azul, puede ser similar a la Gran Muralla de Hércules

La Gran Muralla de Hércules-Corona Boreal (también llamada Complejo de Supercúmulos de Hércules-Corona Boreal) es una superestructura gigante de galaxias que mide más de 1010 años luz de longitud. Se denomina así por ubicar su centro entre las constelaciones de Hércules y Corona Boreal pero en realidad su extensión cruza más de 20 constelaciones cubriendo 125° del cielo. Es la estructura más grande y más masiva conocida, abarcando el 11 % de todo el universo observable.
Esta gigantesca estructura fue descubierta en noviembre de 2013 a través de un sondeo de brotes de rayos gamma que ocurren en el universo distante. Los astrónomos utilizaron datos de la Misión de Estallidos de Rayos Gamma Swift y del telescopio Fermi de rayos gamma.
La Gran Muralla de Hércules-Corona Boreal fue también la primera estructura, aparte de los grandes grupos de cuásares, que tuvo el título de la estructura de mayor tamaño conocida en el universo desde 1991.

## Características
La estructura es un filamento galáctico, o un gigantesco grupo de galaxias asociadas por gravedad. Tiene cerca de 1010 años luz (3 Gpc) en su mayor dimensión, que es aproximadamente 1/9 (10,7 %) el diámetro del universo observable, por 7,2 × 109 años luz (2,2 Gpc; 150 000 km/s en corrimiento al rojo) en la otra dimensión, y es la mayor estructura conocida en el universo. Está a un corrimiento al rojo de 1,6 a 2,1, lo que corresponde a una distancia de aproximadamente 1010 años luz, y está localizada en el cielo en la dirección de las constelaciones de Hércules y la Corona Boreal.

## Descubrimiento

Impresión artística de un poderoso brote de rayos gamma. A través de la extrapolación y correlación de estos eventos fue como la Gran Muralla de Hércules-Corona Boreal fue identificada.

Los brotes de rayos gamma son uno de los eventos más potentes que se conocen en el universo. Son destellos muy luminosos de rayos gamma que anuncian la muerte de estrellas masivas muy distantes en explosiones cataclísmicas. Los brotes de rayos gamma son raros; ocurre uno solo en una galaxia promedio, como la Vía Láctea cada pocos millones de años. Dado que las teorías actuales sostienen que las estrellas que causan estos eventos son muy masivas y luminosas, dichas estrellas se forman, por lo general, en regiones donde existe mayor cantidad de materia. Por lo tanto, los brotes de rayos gamma pueden ser indicadores de galaxias para rastrear trazas de materia desacoplándose en dichas regiones del universo.
El cielo fue subdividido en 9 partes con 31 brotes de rayos gamma cada una, utilizando los datos observados desde 1997 hasta 2012 por Istvan Horvath, Jon Hakkila, y Zsolt Bagoly. En los datos de una de las subdivisiones, usando la prueba de Kolmogorov-Smirnov bidimensional, 14 de los 31 brotes de rayos gamma estaban concentrados en un área radial de 45° de ancho, con corrimientos al rojo desde 1,6 a 2,1; si ocurren muchos brotes de rayos gamma en una región, debe ser el desacoplamiento de miles, o posiblemente millones, de galaxias.

## Problema de la homogeneidad
De acuerdo con el principio cosmológico, a escalas lo suficientemente grandes, el universo es aproximadamente homogéneo. Esto significa que dos regiones del universo lo suficientemente grandes deberían lucir muy similares, aun si dichas regiones están muy lejos entre sí. Lo anterior implica que, a grandes escalas, las fuerzas que actúan en el universo están en equilibrio mecánico, sin que fuerzas inusuales produzcan irregularidades que se puedan notar en la densidad de la distribución homogénea aleatoria de las cantidades físicas de sus componentes. El principio está basado en la suposición de que las leyes físicas del universo y las fuerzas (como la gravedad) actúan de la misma manera sin importar la localización y de que el universo está gobernado por las mismas leyes de la Física y es conocible. Esto implica que los componentes del universo, como la materia y la energía están distribuidos isotrópica y homogéneamente a lo largo del universo.
Antes del descubrimiento de la Gran Muralla de Hércules-Corona Boreal, la mayor escala a la que el universo mostraba evidencia de una estructura jerárquica era a la escala de los supercúmulos de galaxias y de los filamentos galácticos. A escalas mayores, alrededor de 250 a 300 millones de años luz, el universo parecía homogéneo; a esto se le llama «el fin de la grandeza». La homogeneidad mostrada a esta escala y la densidad aparentemente normal del universo (determinada a partir de la radiación de fondo de microondas) implicaba una escala superior de homogeneidad de cerca de cuatro veces más grande (1000 a 1200 millones de años luz; 307 a 370 Mpc). Yadav et al han sugerido que los límites de las escalas podrían ser hasta de 260/h Mpc, basados en la dimensión fractal del universo, consistentemente menor que la escala de homogeneidad anterior. No cabría esperar que existieran estructuras mayores que esta escala, puesto que, de acuerdo a la distribución homogénea e isotrópica de la materia en el universo, ningún objeto debería ser mayor que la escala mencionada; sin embargo, se han encontrado estructuras que sobrepasan esta escala, como:
- El LQG de Clowes–Campusano, descubierto en 1991, tiene 630 Mpc de largo, y es marginalmente mayor que la escala.
- La Gran Muralla Sloan, descubierta en 2003, tiene una longitud de 423 Mpc,[9] e igualmente es marginalmente mayor que la escala.
- U1.11, otro gran grupo de cuásares descubierto en 2011, tiene 780 Mpc de largo y es dos veces mayor que la escala.

El Huge-LQG (Huge Large Quasar Group, o Enorme Gran Grupo de Cuásares), descubierto en 2012, tiene una longitud de 1,24 Gpc, y es tres veces mayor que el límite superior de la escala de homogeneidad. Sin embargo, la escala de los cuásares individual de esta estructura no tiene una posible correlación entre ellos, lo que prueba la imposibilidad de esta estructura.
La Gran Muralla de Hércules-Corona Boreal, es más de 8 veces mayor que la escala, y supera por mucho la escala de homogeneidad. De acuerdo a esto, la estructura sería aún heterogénea comparada con otras partes del universo, aun a la escala del «Fin de la Grandeza», poniendo entonces al principio cosmológico en más duda.

## Problema evolutivo
La estructura también representa un problema para los modelos actuales de la evolución del universo. A la distancia a la que se encuentra este objeto, la estructura que vemos es la forma que tenía hace 10 mil millones de años, es decir, 3800 millones de años después del Big Bang. No obstante, los modelos actuales de la evolución del universo no permiten que una estructura como esta se forme en solo 3 mil millones de años. La propia estructura era demasiado grande y demasiado compleja para existir en una etapa tan temprana del universo. No existe un modelo actual para explicar la existencia de esta estructura.

## Evidencia de una red cósmica
Estructuras tan grandes como la Gran Muralla de Hércules-Corona Boreal pueden formar parte de una vasta red cósmica intergaláctica, una lámina continua y sin fin de galaxias y materia oscura. Aunque esta red nunca ha sido observada directamente, los tamaños relativamente grandes de las estructuras en el universo cercano dan la posibilidad de la existencia de esta red. Tales estructuras de escalas de gigapársecs, que incluyen a la Gran Muralla de Hércules-Corona Boreal, pueden ser las intersecciones de filamentos más pequeños dentro de esta vasta estructura, donde hay mayores densidades de galaxias que conectan otros filamentos dentro de esta vasta red.